# Canon EOS-1D X
Die Canon EOS-1D X ist eine digitale Spiegelreflexkamera des japanischen Herstellers Canon, die im April 2012 in den Markt eingeführt wurde. 2012 lag der Listenpreis der Kamera bei etwa 6.300 Euro. Der Hersteller richtet sie an Berufsfotografen.

## Technische Merkmale
Die Kamera besitzt einen 18,1-Megapixel-Vollformat-CMOS-Bildsensor mit 5184 × 3456 Pixeln. Sie hat im Weiteren folgende Merkmale:
- wetterfestes Gehäuse aus Magnesiumlegierung
- kompatibel mit allen EF-Objektiven (außer EF-S und EF-M)
- bis zu 14 Bilder/s (nur JPEG und ohne Autofokusnachführung); bis zu 12 Bilder/s (nur Raw, nur JPEG oder beide); ab ISO 32.000 oder höher: 10 Bilder/s
- Videoaufnahme in den HD-Auflösungen 1080p (1920 × 1080 Pixel bei 24, 25 oder 29,97 Bildern/s) oder 720p (1280 × 720 Pixel bei 50 oder 60 Bildern/s) sowie in Standardauflösung (640 × 480 Pixel bei 25 oder 30 Bilder/s).
- Steckplätze für 2 × CompactFlash Typ I/II (UDMA 7)
- Netzwerkanbindung über RJ-45-Anschluss (1 Gbit/s)
- integriertes Reinigungssystem
- 3,2"-LCD im 3:2-Format mit einer Auflösung von 720 × 480 Pixeln.
- 14-Bit-A/D-Wandler
- zwei DIGIC-5+-Prozessoren für das Sensorauslesen und Kompression
- ein zusätzlicher DIGIC-4-Prozessor für Autofokus und Belichtungsmessung
- 61 Autofokuspunkte (wie Canon EOS 5D Mark III und Canon EOS-1D C), unterstützt durch 100.000-Pixel-RGB-AE-Sensor.
- ISO von 100 bis 102.400, erweiterbar auf 50 bis 204.800
- Verschluss auf etwa 400.000 Zyklen ausgelegt[3][4]

Die Merkmale der Kamera für die Fotografie stimmen weitgehend mit denen des Modells Canon EOS-1D C überein, wobei jene jedoch eher auf Filmaufnahmen ausgerichtet ist.

## Zubehör
Über den Wi-Fi-Transmitter WFT-E6 kann die Kamera um einen kabellosen Netzwerkanschluss erweitert werden. Dadurch können beispielsweise Bilder nach der Aufnahme direkt auf einem Computer gespeichert werden. Der Transmitter kann außerdem dem Anschluss des GPS-Empfängers „GP-E1“ oder „GP-E2“ dienen, um den genauen Aufnahmeort eines Fotos in der Bilddatei selbst zu hinterlegen (Geotagging).